# حسن یوسفی
حسن یوسفی متولد شهرستان میانه ، از سیاست‌مداران ایرانی بود، که در دوره‌  بیستم به‌عنوان نماینده همدان در مجلس شورای ملی حضور داشت.